# Druckfehler
Ein Druckfehler ist ein Fehler in einem mittels einer Drucktechnik erzeugten Produkt (Drucksache, Druckerzeugnis). Druckfehler im engeren Sinn sind die Verfahrensfehler, sie entstehen direkt beim Druckvorgang/‑verfahren.
Allgemeinsprachlich werden auch Satzfehler, die vor dem Beginn des Druckvorgangs im Schriftsatz entstehen, als Druckfehler bezeichnet. Dazu zählt mitunter auch ein Tippfehler.

## Verfahrensfehler

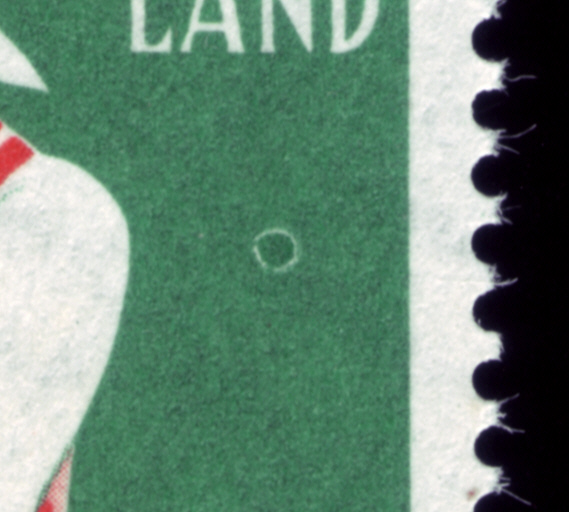
Butzen im Offsetdruck, hier auf einer Briefmarke

Verfahrensfehler sind Fehler im Druckbild, die durch technische Fehler, Bedienungsfehler, nicht optimal aufeinander abgestimmte Abläufe oder mangelnde Sorgfalt in der Produktion entstehen.
- Abliegen: Abfärben der noch nassen Druckfarbe auf die Rückseite des darüber liegenden Druckbogens beim Stapeln von bedruckten Bögen. Abhilfe bietet das Bestäuben, also das Aufbringen einer Schutzschicht z. B. aus Kalkstaub, die das Druckbild nicht beeinträchtigt, wenn sie dünn genug aufgebracht wird.
- Butzen (auch: Putzen, Partisanen, Popel): Fremdkörper, die sich auf der Druckform oder dem Gummituch (siehe auch: Offsetdruck) festsetzen und zu Fehlstellen im Druck führen. Sie entstehen aus getrockneter Druckfarbe, aus Papierpartikeln oder aus Textilfusseln aus den Walzenbezügen. Druckmaschinen können mit Butzenfängern ausgestattet werden, die ein Entfernen der Fremdkörper bei laufender Maschine ermöglichen.
- Cordstreifen: im Nassoffsetdruck
- Dublieren: schattenartige blasse Konturen neben dem eigentlichen Druck
- Durchschlagen: Druckfarbe durchdringt das Papier von der bedruckten Seite bis zur Rückseite
- Schmitz: unscharfer Druck, verschwommene Konturen
- Blitzer beziehungsweise Passerfehler: Beim mehrfarbigen Druck entstehen durch ungenaues Ausrichten der Druckformen für verschiedene Farben hellere oder weiße Stellen
- Rotznase: Als Rotznase wird ein Druckfehler im Tiefdruckverfahren bezeichnet. Durch Schmutzablagerungen, wie beispielsweise Papierstaub oder Pigmentverkrustungen (»Rotz«), unter dem Rakelmesser zieht die Druckfarbe nasenförmig aus und druckt auf den Bedruckstoff.
- Farbspritzer: durch Undichtigkeiten im Farbsystem hervorgerufene Spritzer auf dem Bedruckstoff

## Satzfehler

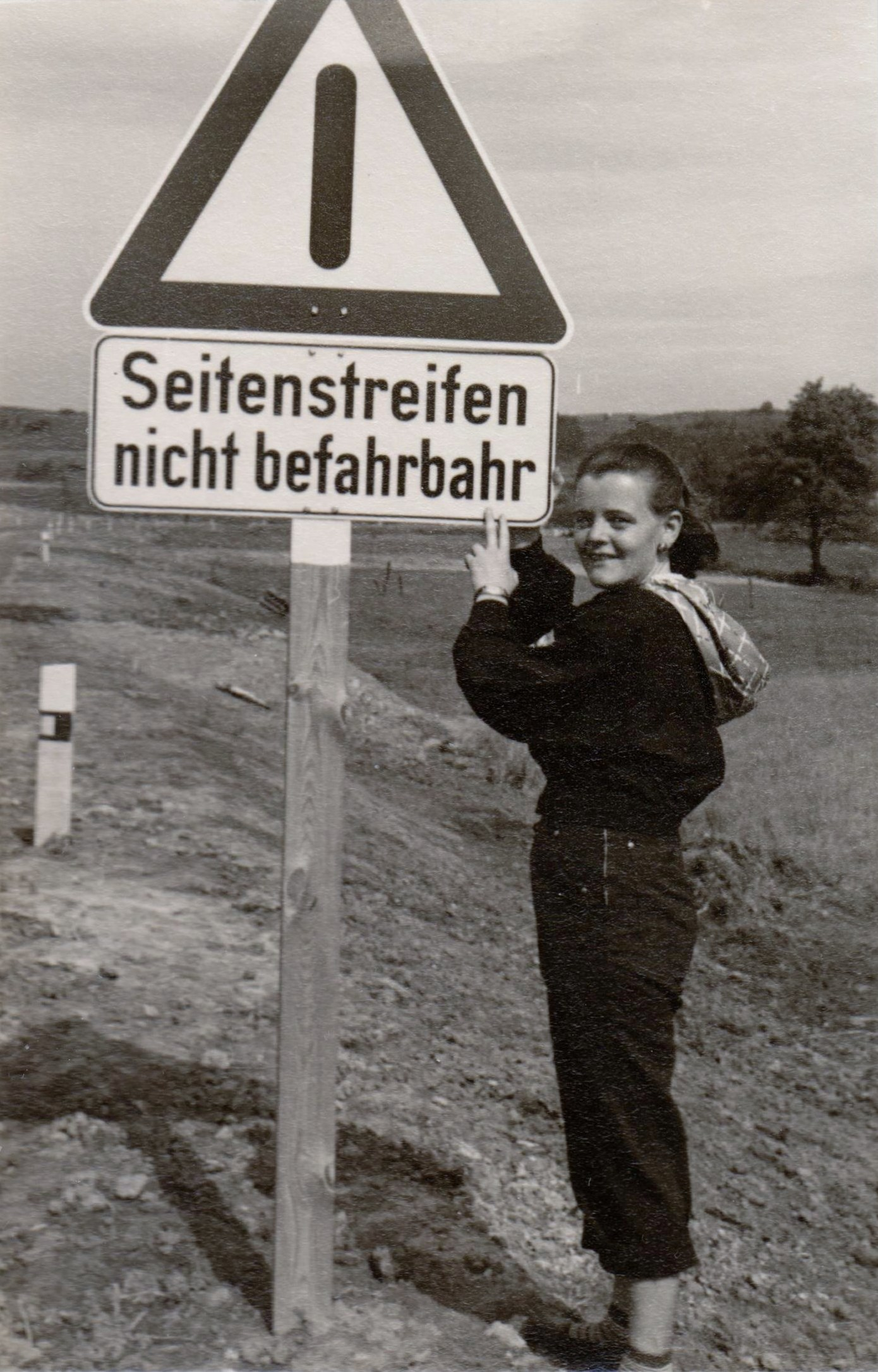
Satzfehler in einem offiziellen Zusatzzeichen

Satzfehler sind falsch geschriebene Wörter oder typografische Fehler in einem gedruckten Text.
Früher entstanden Satzfehler beim Übertragen des meist handschriftlichen Manuskripts durch den Schriftsetzer. Heute werden Texte häufig vom Autor selbst erfasst und digital geliefert, sodass der Autor eine mögliche Quelle von Satzfehlern darstellt. Dabei entstehen besonders häufig Satzfehler beim Abteilen von Telefon- und Kontonummern, bei typografischen Zeichen wie Anführungszeichen und Gedankenstrichen sowie durch unkonventionelle Orthografie.
Zur Vermeidung von Satzfehlern ist eine mehrfache Kontrolle notwendig. Traditionell liest dazu ein Korrektor die Druckfahnen. Dabei macht er entsprechende, zum Teil länderspezifische Korrekturzeichen.
Heute werden zur Reduzierung von Satzfehlern auch Rechtschreib- und Grammatikprüfprogramme eingesetzt. Diese können jedoch keine inhaltliche und logische Kontrolle durch Korrektoren ersetzen: Der Sinnzusammenhang eines Textes muss berücksichtigt werden, um beispielsweise Tippfehler zu erkennen, die zufällig ein existierendes Wort ergeben. Diese menschliche Korrekturleistung wird häufig nicht honoriert, sodass aus Kosten- und Zeitgründen ein vermehrtes Auftreten von Satzfehlern festzustellen ist.

### Beispiele typografischer Satzfehler
- Fliegenkopf: kopfstehende Letter (der druckende Fuß wirkt, absichtlich oder unabsichtlich, als Blockade)
- Gießbach oder Gasse: Wortzwischenräume in mehreren Zeilen, die genau übereinander stehen
- Hurenkind oder Witwe: alleinstehende Endzeile eines Absatzes am Seiten- oder Spaltenanfang
- Schusterjunge: alleinstehende Anfangszeile eines Absatzes am Seiten- oder Spaltenende
- Leiche: fehlender Buchstabe oder Satz oder fehlendes Wort
- Hochzeit: doppelt gesetztes Wort oder Zeile
- Zwiebelfisch: Zeichen aus einer falschen Schriftart oder einem falschen Schriftschnitt